# وحشيات رهيبة
الوحشيات الرهيبة (الاسم العلمي: Deinotheriidae)، هي فصيلة منقرضة ما قبل التاريخ من الخرطوميات التي عاشت خلال حقبة الحياة حديثة، ظهرت لأول مرة في أفريقيا، ثم انتشرت في أنحاء جنوب آسيا (الهند وباكستان)، وأوروبا. خلال تلك الفترة، تغيرت قليلاً، بصرف النظر عن النمو في الحجم ؛ بحلول أواخر العصر الميوسيني، تعتبر أكبر حيوانات برية في عصرهم. كانت أكثر سماتها تميزا هي الأنياب المعقوفة إلى أسفل الفك السفلي.
لم تكن فصيلة الوحشيات الرهيبة متنوعة جدا. الأجناس الثلاثة المعروفة الوحيدة هي الشيلغاثيريوم والبرودينوثيريوم والدينوثيريوم. هذه تشكل خلافة تطورية، مع كل جنس جديد يحل محل السابق. على عكس العديد من سلالات الماموث والماستودونت، تلاشت مزيلات التزليق في العصر البليستوسيني المبكر، بدلاً من الاستمرار خلال العصر الجليدي.